# Aeroportul Coimbatore
Aeroportul Coimbatore (IATA: CJB, ICAO: VOCB) este un aeroport din Coimbatore, Coimbatore district⁠(d), Tamil Nadu, India ce deservește zona Coimbatore. Aeroportul a fost tranzitat în decembrie 2022 de 224.742 de pasageri. A fost numit după zona deservită.
Situat la o altitudine de 400 m, aeroportul dispune de o singură pistă. Este operat de Airports Authority of India⁠(d).